# Таксим
„Таксим“ (на турски: Taksim Meydanı) е известен площад на Истанбул, както и едноименни квартал, парк и стадион. Намират се в градския район Бейоглу, в европейската част на града, заключен между заливите Златен рог и Босфор.
„Таксим“ е сред значителните търговски и туристически квартали на града, известен с ресторантите, хотелите и магазините си. Смятан е за сърцето на съвременния Истанбул. На него се намира прочутият Паметник на Републиката (на турски: Cumhuriyet Anıtı – Джумхурйет Анътъ), построен през 1928 година, изработен от Пиетро Каноника.
Площадът е ограден на юг от хотел Мармара, на изток от културния център „Ататюрк“, на север от парка Гези и на запад от Таксим джамия.

## Транспортен възел
От площада започват много улици: например алеята „Тарлабаши“, водеща към Фатих; „Улицата на Републиката“, водеща към северния градски район Шишли; улица „Иньоню“ в посока Бешикташ и „Улицата на Независимостта“ към пл. „Тюнел“.
От септември 2000 г. площадът е крайна станция на истанбулското метро, от където може да се отиде до разположения на север банков квартал Левент. Освен това от юни 2006 г. там се намира станция на подземната въжена линия „Кабаташ – Таксим“, която свързва трамваите, движещи се по брега на Босфора, и фериботите, плаващи по него.

## История
Думата таксим означава „разделяне“ или „разпределение“ на арабски. Площад „Таксим“ първоначално е бил точката, където главните водопроводи от северната част на Истанбул са били събирани и разклонени към други части на града (оттук и името). Тази употреба на района е установена от султан Махмуд I. Площадът носи името си от каменния резервоар от османската епоха, който се намира от едната страна на площада.
Друга значима сграда, която някога е стояла на площада, е артилерийската казарма Таксим от 19-ти век (Taksim Kışlası, която по-късно става стадион Таксим), но която е разрушена през 1940 г. по време на строителните работи в съответствие с плановете на френския архитект и градостроител Анри Прост за площад Таксим и парк Таксим Гези.
Таксим Гези Парк е малък зелен парк в средата на бетонната шир в центъра на Истанбул. През 2013 г. градската община, която иска да преустрои старите казарми като място за пазаруване на мястото на парка, започва насила да отстранява протестиращите, които са установили лагер в парка. След разпространението на новините за полицейската бруталност, хиляди хора се събират в движението „Окупирай Таксим“, за да спрат разрушаването на парка. От 2013 г. статусът на проекта за разрушаване е в неизвестност, правителството на Партията на справедливостта и развитието разполага с полиция, разположена на и около площад Таксим, готова с оборудване за борба с безредици, за да възпира всякакви големи демонстрации.

### Площадът в XXI век
Таксим е основен транспортен център и популярна дестинация както за туристите, така и за жителите на Истанбул. Булевард „Истиклял“, дълга пешеходна търговска улица, завършва на този площад, а носталгичен трамвай тръгва от площада по алеята, завършвайки близо до Тюнел (1875), която е втората най-стара линия на метрото в света след лондонското метро (1863). Освен че служи като основна трансферна точка за общинската автобусна система, площад „Таксим“ е и крайна спирка на метролинията Левент-Таксим-Йеникапъ на истанбулското метро.
Около площад „Таксим“ има множество туристически агенции, хотели, ресторанти, пъбове и международни вериги за бързо хранене като Пица Хът, Макдоналдс, Събуей и Бъргър Кинг. Освен това е дом на някои от най-известните хотели в Истанбул, включително Интерконтинентал.

### Демонстрации и инциденти
Площадът е бил важно място за политически протести.
- На 16 февруари 1969 г. около 150 леви демонстранти са ранени по време на сблъсъци с десни групировки в това, което е известно като „Кървавата неделя“.
- В събитията, известни като клането на площад Таксим, 36 леви демонстранти са убити от неидентифицирани и предполагаемо десни въоръжени мъже на площада по време на демонстрациите за Деня на труда на 1 май 1977 г.
- На 10 август 1982 г. Артин Пеник, турски арменец, се самозапалва в знак на протест срещу атаката на летище Есенбога от арменската тайна армия за освобождение на Армения.[3]
- Площад Таксим е мястото на футболните безредици през 2000 г., когато двама фенове на Лийдс Юнайтед са намушкани до смърт по време на сблъсъци с фенове на Галатасарай, в нощта преди първия полуфинален мач за Купата на УЕФА 1999 – 2000 г. между двата отбора.
- На 31 октомври 2010 г. самоубийствена бомба избухва до полицейски автобус. Атентаторът, боец на ТАК, загива, докато 15 полицаи и 17 цивилни са ранени.[4]

- Марш в знак на протест срещу черкезкия геноцид се провежда през май 2011 г.

След много други насилствени инциденти всички протести и демонстрации са забранени и днес полицейските части поддържат денонощно присъствие, за да предотвратят всякакви инциденти. Изминават много години, откакто на площада е разрешено да се провеждат събития за Първи май или Нова година, като голяма част от околното пространство обикновено е оградено за деня, а метростанцията често е затворена, за да се предотврати събирането на хора.

#### Протести в парка Гези
През 2013 г. на Таксим се провеждат протести срещу реконструкцията на военните казарми Таксим от османската ера (разрушени през 1940 г., за да се създаде парк Гези) и търговски център на мястото на парк Гези. В ранната сутрин на 31 май полицейските сили се нахвърлят върху демонстрантите и спящите в палатки хора и се опитват да ги разпръснат със сълзотворен газ, лютив спрей и водни оръдия.
Демонстрантите критикуват министър-председателя (сега президент) Реджеп Тайип Ердоган за неговата безкомпромисна позиция по този спорен въпрос и за прекомерната употреба на сила от страна на турската полиция срещу демонстрантите.
Големият брой дървета в горите на северен Истанбул, които са изсечени, за да осигурят достъп до моста „Явуз Селим султан“ (Третия мост на Босфора) и новото международно летище на Истанбул са други фактори, които предизвикват протестите в парк Гези. Според официални данни на турското правителство общо 2 330 012 дървета са изсечени, за да се освободи място за летището и неговите пътни връзки; докато още 381 096 дървета са изсечени, за да направят място за магистралите, водещи до моста Явуз Султан Селим.

## Обекти
В западната част на площада през 1928 г. е издигнат Паметникът на Републиката, който е направен в чест на навършването на 5 години от основаването на републиката през 1923 г.
На север площад „Таксим“ граничи с парка „Таксим“. Върху територията на парка и съседния терен с името „Талимхане“ в миналото е имало артилерийска казарма. Върху терена източно от „Улицата на Републиката“ е бил построен стадион „Таксим“, който е съборен през 1940 г., за да се изгради на негово място днешният парк. До 2002 г. се водят спорове относно евентуално построяване на джамия в парка. Местността „Талимхане“ е застроена след Втората световна война с бизнессгради и хотели. Южно от площада се извисява петзвездният 26-етажен хотел „Мармара“, завършен през 1969 г.
В източния край на площад „Таксим“ се намира Културният център „Ататюрк“. В многофункционалния център с няколко сцени се провеждат също оперни и балетни спектакли. Преди това на мястото на центъра е имало друга сграда, унищожена от пожар през 1970 г. Културният център е обърнат към джамията на площад „Таксим“, която също отваря врати през 2021 година.
На площад „Таксим“ се провеждат митинги, събирания и други обществени мероприятия. Пред Паметника на Републиката на национални празници се полагат цветя.
На площада се продават и рядко срещаните „мокри сандвичи“, наричани така, защото не се пекат на пара.
До площад „Таксим“ се намира известният булевард „Истиклял“, на който се намира покрит пазар. По булеварда се движат още стари трамваи.

## Галерия
- Артилерийските казарми Таксим, които по-късно стават стадион Таксим, са разрушени през 1940 г. и заменени от парка Таксим Гези през 1943 г.
- Нощен клуб Maxim, бивш киносалон Cinemajik
- Таксим през 60-те години на XX век, с кампуса Ташкъшла на Истанбулския технически университет, който се вижда на заден план
- Гръцката православна църква Света Триада, близо до площад Таксим
- Таксим джамия е завършена през май 2021 г.
- Културен център Ататюрк на площад Таксим през 1999 г., с входа на метростанция Таксим на истанбулското метро
- Реновираният културен център „Ататюрк“
- Реновираният културен център „Ататюрк“ през нощта